# 吾妻村 (埼玉県)
吾妻村（あずまむら）は、埼玉県入間郡にあった村。
現在の所沢市南部にあたり、1943年（昭和18年）に所沢町・小手指村・富岡村・山口村・松井村と合併し、改めて所沢町となり消滅した。

## 村名の由来
- 昔この地域の領主であった久米但馬守の邸をある時期「久米郷吾妻庄」とよび、かつてその邸があった現在の南陵中学校の南側一帯を「あずま」と呼んだため。

## 地理
現在の所沢市久米、荒幡、北秋津、東住吉、西住吉、南住吉、星の宮、くすのき台、松が丘が、ほぼ旧村域にあたる。
- 河川
  - 柳瀬川

### 隣接していた自治体
（括弧内は現在の自治体）
- 埼玉県
  - 入間郡
    - 所沢町（所沢市）
    - 小手指村（所沢市）
    - 山口村（所沢市）
    - 松井村（所沢市）
- 東京都
  - 北多摩郡
    - 東村山町（東村山市）

## 歴史
- 1889年（明治22年）2月1日 - 町村制施行に伴い、荒幡村、久米村、北秋津村が発足し、3村で吾妻組合村となる。
- 1891年（明治24年）6月1日 - 荒幡組合村内の荒幡村・久米村・北秋津村が合併し、吾妻村となる。
- 1898年（明治31年） - 久米に共立英和学舎（現在の所沢高校）開校
- 1899年（明治32年） - 荒幡富士竣工。山開きを行う。
- 1900年（明治33年） - 久米に吾妻村尋常小学校を開校。（現在の南陵中学校敷地内）
- 1943年（昭和18年）4月1日 - 所沢町・小手指村・富岡村・山口村・松井村と合併し、改めて所沢町が発足。同日吾妻村廃止。
- 1950年（昭和25年）11月3日 - 所沢町が市制施行して所沢市となる。